# Trompettakmos-associatie
De trompettakmos-associatie (Ramalinetum fastigiatae) is een associatie uit het takmos-verbond (Ramalinion farinaceae). De associatie omvat epifytische vegetatie.

## Naamgeving en codering
- Syntaxoncode voor Nederland (rVvN): r53Ba03

De wetenschappelijke naam Ramalinetum fastigiatae is afgeleid van de botanische naam van de diagnostische korstmossoort trompettakmos (Ramalina fastigiata).

## Fysiognomie
Het vegetatieaspect van de trompettakmos-associatie wordt bepaald door bleekgroene tot witgrijze, struikvormige lichenen. Aspectbepalend en vaak dominant is melig takmos.

## Ecologie
De trompettakmos-associatie komt enkel voor als epifytische vegetatie. Het is gebonden aan ruwe, zwak zure tot neutrale, heel licht verrijkte boomschors. De gemeenschap is lichtminnend alhoewel direct zonlicht geen vereiste is. De associatie kent haar optimum op bomen die niet in een dicht bosverband groeien, zoals bijvoorbeeld als solitaire bomen of bomen in lanen.

## Fotogalerij

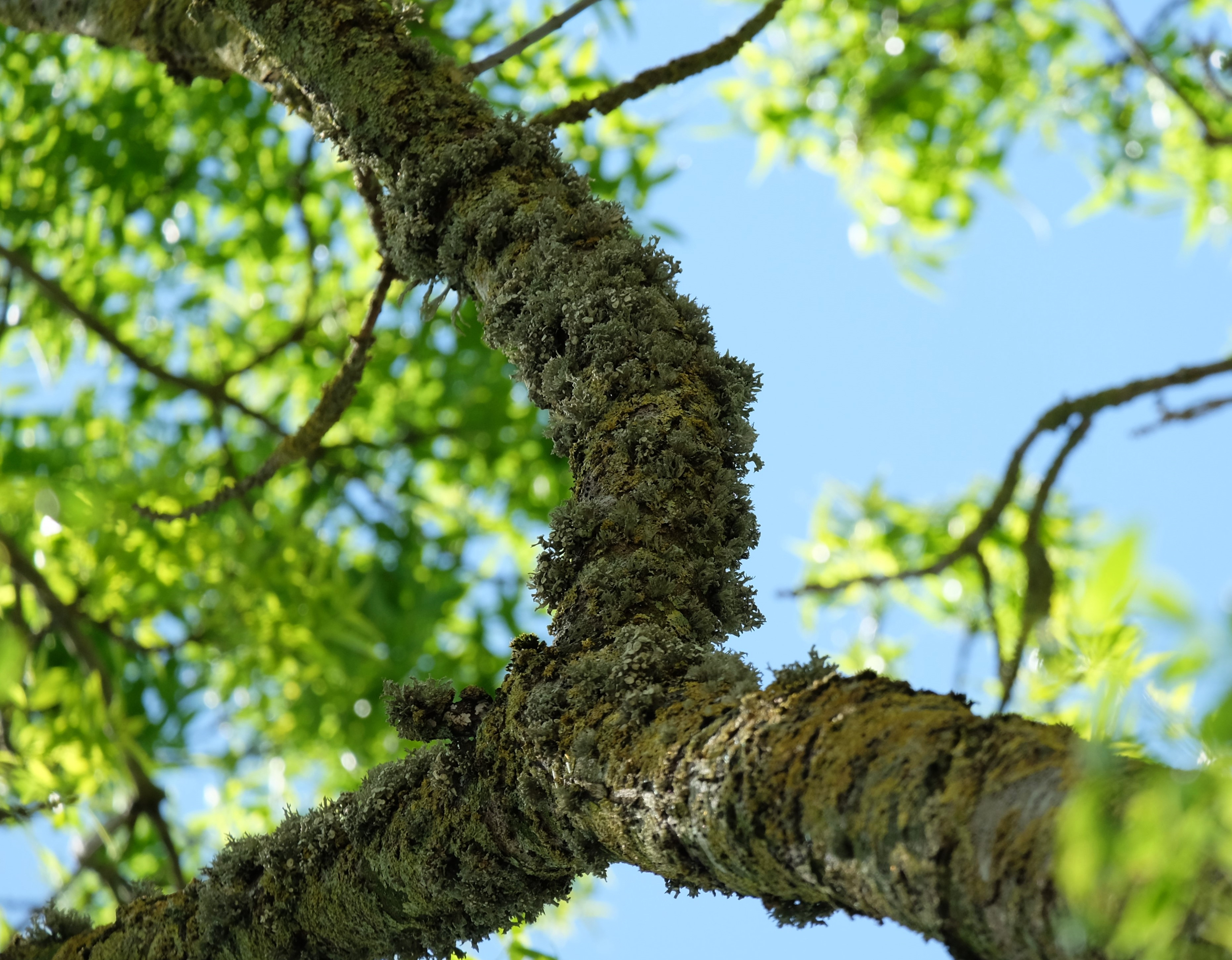
Voorjaarsaspect van de associatie op een es